# Alejandro Aravena

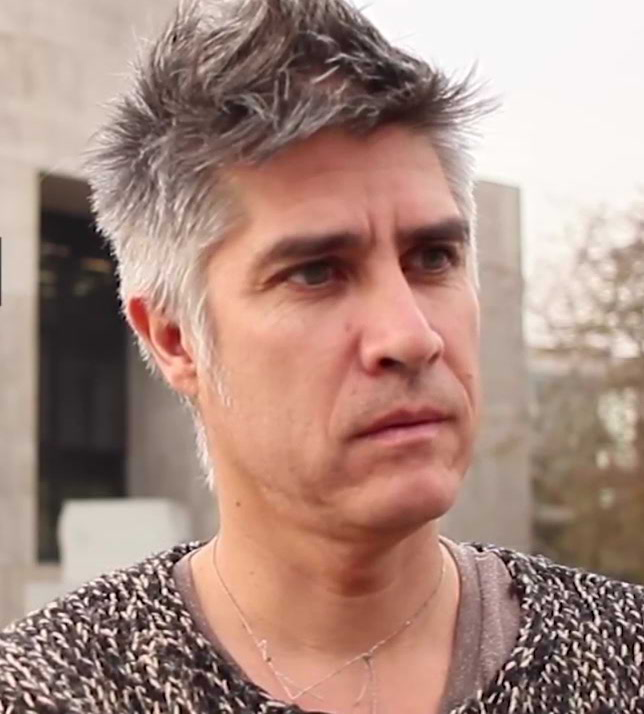
Alejandro Aravena (2015)

Alejandro Gaston Aravena Mori (* 22. Juni 1967 in Santiago de Chile) ist ein chilenischer Architekt und Universitätsprofessor.

## Werdegang

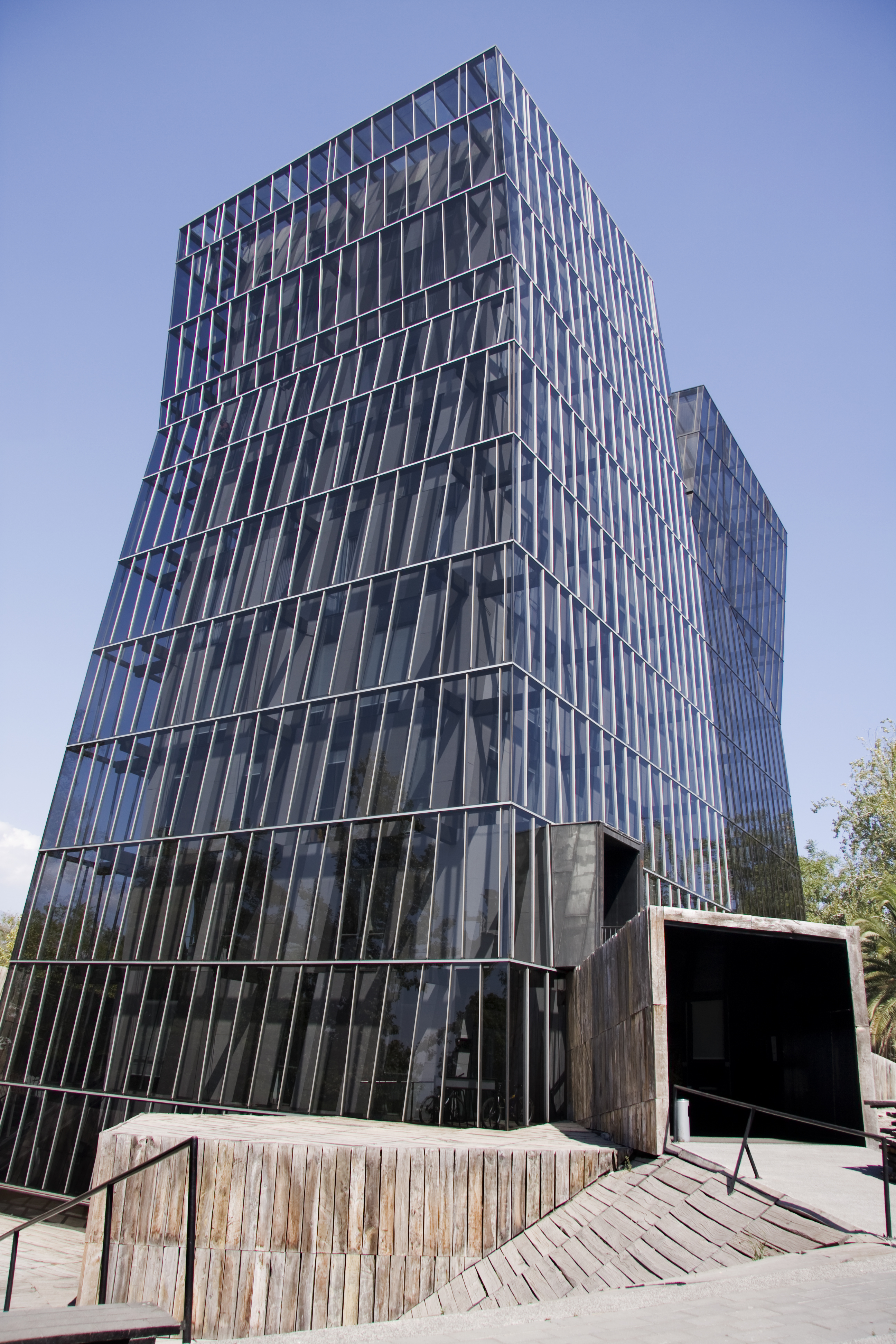
Die „Siamesischen Türme“ auf dem Campus San Joaquin der PUC

Alejandro Aravena studierte Architektur an der Päpstlichen Katholischen Universität von Chile (PUC). Seit 1994 arbeitet er in seinem eigenen Büro, 2001 übernahm er die Leitung von Elemental, einem Planungs- und Architekturbüro für Infrastruktur, Verkehrswesen, Städtebau und Wohnungsbau. Er hatte zwischen 2000 und 2005 Gastprofessuren an der Harvard Graduate School of Design inne und ist Elemental-Copec Professor an der PUC.
Von 2009 bis 2015 war er Mitglied der Jury des Pritzker-Preises, mit dem er am 4. April 2016 selbst ausgezeichnet wurde.
2016 übernahm er die künstlerische Leitung der Abteilung Architektur der Biennale di Venezia und lud u. a. Raphael Zuber, Herzog & de Meuron, Tadao Ando, Peter Zumthor, David Chipperfield, SANAA und Francis Kéré ein.

## Würdigung und Kritik
Aravenas Ernennung zum Leiter der Architekturbiennale Venedig 2016 wurde allgemein als Trendwende, weg von der an einzelnen Großbauten orientierten Repräsentationsarchitektur hin zu einer Alltagsarchitektur, die sich der Lösung konkreter Probleme der Bewohner verschrieben hat, begrüßt. In diesem Sinne ist auch das Motto der von ihm geleiteten Biennale zu verstehen. Insbesondere Aravenas Konzept des „Halben Hauses“, dass er in der Siedlung Quinta Monroy in Iquique, Chile umgesetzt hat, steht hier paradigmatisch für einen scheinbar neuen, die zukünftigen Bewohner mit einbeziehenden, Ansatz des sozialen Wohnungsbaus.
Die Kehrseiten von Aravenas Projekt, die Verwandlung staatlicher Aufgaben des sozialen Wohnungsbaus in Gesten großherziger Fürsorge der Ölindustrie – in diesem Fall AntarChile, die zugleich Miteigner der als Do-Tank bezeichneten Firma Aravenas ist – für die eigenen Mitarbeiter, hat die Monde diplomatique auf den Punkt gebracht.
Noch umfassender kritisiert Olivier Namias in der französischen Architekturzeitschrift DÁ Alejandro Aravena als soziales Aushängeschild neoliberaler Politikkonzepte. Zudem bemängelt Namias, Aravena habe sein Projekt in Iquique als neues Konzept darstellt, ohne dessen Vorläufer zu erwähnen oder zu zitieren. Der Deutsche Pavillon der Architekturbiennale in Venedig zeigte nebeneinander Bildtafeln des „Halben Hauses“ in Quinta Monroy 2004 und des „Selbsthilfe-Hauses“ von Ernst May in Frankfurt am Main 1925.

## Bauten (Auswahl)
- 1999: Mathematikgebäude, Universidad Católica de Chile, Santiago de Chile[6]
- 2004: Wohnsiedlung Quinta Monroy, Iquique, Chile
- 2005: Torres Siamesas, Universidad Católica de Chile, Santiago, Chile[7]
- 2008: Wohnsiedlung und Gemeindezentrum in Temuco, Chile
- seit 2010: Wiederaufbauprojekt und öffentliche Gebäude für die Stadt Constitución nach ihrer Zerstörung durch einen Tsunami, Chile
- 2010: Wohnsiedlung in Monterrey, Mexiko
- 2012: Wohnsiedlung und Gemeindezentrum Lo Barnechea II, Lo Barnechea, Santiago, Chile
- 2013: Aurelia Rojas Burgos Schule, La Pintana, Santiago, Chile
- 2013: UC Innovation Center, San Joaquín Campus, Universidad Católica de Chile, Santiago, Chile
- im Bau: Parque Periurbano, Calama, Chile

## Ehrungen und Preise
- León de Plata der XI. Biennale di Venezia
- Ernennung zum International Fellow des Royal Institute of British Architects (RIBA).
- 2000: Nominierung – Mies van der Rohe Preis
- 2006: Schelling-Medaille
- 2008: Iakhov-Chernikhov-Award
- 2008: Global Award for Sustainable Architecture[8]
- 2008: Silberner Löwe der Biennale di Venezia in Architektur
- 2011: INDEX: Design to Improve Life
- 2016: Pritzker-Preis
- 2017: Gothenburg Prize for Sustainable Development[9]

## Ausstellungen
- 2004: Harvard Graduate School of Design
- 2007: Biennale von São Paulo
- 2008: La Triennale di Milano, Architekturbiennale Venedig
- 2010: MoMA, New York